# Calystegia
Genre
Classification phylogénétique
Calystegia est un genre de plantes herbacées annuelles ou vivaces de la famille des Convolvulaceae. Ces plantes ressemblent beaucoup à leurs cousines du genre Convolvulus, avec lesquelles elles partagent le nom vernaculaire de liserons.
Plusieurs espèces sont des adventices des cultures (mauvaises herbes) qui peuvent étouffer les autres plantes sur lesquelles elles croissent, principalement sur les sols labourés (le labour provoquant du bouturage et créant des conditions très favorables). Certaines sont cultivées pour leur jolies fleurs en forme d'entonnoir.

## Phytonymie
Le nom scientifique Calystegia provient des mots grecs κάλυξ (kálux) « coupe ; calice », et στέγος (stégos) « toit ; abri », lui-même de στέγω (stégō) « recouvrir », donc « coupe recouvrante », par allusion aux larges bractées entourant le calice.

## Description
Les feuilles sont réniformes et vert foncé. Les fleurs sont soit blanches, soit roses ou mauves avec cinq rayures blanches.

## Liste des espèces
Il existe environ 25 espèces du genre Calystegia, réparties un peu partout à travers le monde.
- Calystegia affinis
- Calystegia atriplicifolia Hallier f.
- Calystegia catesbiana Pursh
- Calystegia collina (Greene) Brummitt
- Calystegia felix Provance & A.C. Sanders
- Calystegia hederacea Wallich
- Calystegia japonica
- Calystegia longipes (S. Wats.) Brummitt
- Calystegia macounii (Greene) Brummitt
- Calystegia macrostegia (Greene) Brummitt
- Calystegia malacophylla (Greene) Munz
- Calystegia occidentalis (Gray) Brummitt
- Calystegia peirsonii (Abrams) Brummitt
- Calystegia pellita (Ledeb.) G. Don
- Calystegia pubescens Lindl., 1846.
- Calystegia pulchra - Liseron joli
- Calystegia purpurata (Greene) Brummitt
- Calystegia sepium (L.) R.Br. - Liseron des haies
- Calystegia silvatica (Kit.) Griseb. - Liseron des bois
- Calystegia soldanella (L.) R.Br. ex Roemer & J.A.Schultes - Liseron des dunes
- Calystegia spithamaea (L.) Pursh
- Calystegia stebbinsii Brummitt
- Calystegia subacaulis Hook. et Arn.
- Calystegia tuguriorium